# 胡貴貞
胡贵贞，明朝女性人物，乐平（今江西省乐平市）人。
出生的时候，父母不想要她，邻居曾姓妇人把她救回来，与儿子天福一起喂奶，想要等到长大两人成婚。天福年十八岁，父母相继去世，家道败落。胡贵贞之父将要把她抢回来嫁给富家，胡贵贞说：“我养在曾家，嫁给曾家，名为婆媳，恩同母子，怎么能以饥寒抛弃？”于是跟着从姑居住，茅屋浅窄，外人未尝见到她的相貌。其兄乘天福未婚，把她拖回家，拿求婚者的金宝笄饰给她看。胡贵贞知道不能免，暗中进入房中自缢而死。